# Karl Friedrich Siebert
Karl Friedrich Siebert, auch Fritz Siebert (* 19. Oktober 1865 in Wiesbaden; † 16. August 1935 ebenda) war ein deutscher Notar und Mitglied des Provinziallandtages der Provinz Hessen-Nassau.

## Leben
Karl Friedrich Siebert wurde als Sohn des Abgeordneten Eduard Siebert und dessen Ehefrau Pauline Berta von Ibell (1845–1891) geboren.
Nach dem Abitur am Königlichen Gymnasium Wiesbaden im Jahre 1884 studierte er Rechtswissenschaften an der Universität Freiburg i. Breisgau und der Rheinischen Friedrich-Wilhelms-Universität Bonn. 
Er ließ sich als Rechtsanwalt in Wiesbaden nieder und übernahm nach dem Tod seines Vaters dessen Kanzlei als Anwaltsnotar, betätigte sich politisch und war von 1904 bis 1919 Stadtverordneter in Wiesbaden, wo er von 1913 bis 1916 stellvertretender Stadtvorsteher und 1919 kurzzeitig Stadtvorsteher war.
Siebert musste Kriegsdienst leisten und war Hauptmann der Reserve. 
1917/1918 hatte er ein Mandat für den Nassauischen Kommunallandtag des preußischen Regierungsbezirks Wiesbaden bzw. für den Provinziallandtag der Provinz Hessen-Nassau.

## Ehrungen
- um 1908 Justizrat